# Amatonormativitás
Az amatonormativitás az a feltételezés, hogy egy kizárólagosságon alapuló, romantikus, az ember életében központi szerepet betöltő kapcsolat minden ember legfontosabb, alapvető igénye. A fogalom körbeírja azt az “íratlan szabályt”, miszerint életünk értelme a (monogám) romantikus párkapcsolatok kialakítása, illetve a társadalmi nyomást, hogy mindenki prioritásként kezelje a (romantikus) párkapcsolatait és családalapítást bármilyen más típusú személyközi viszonnyal és interakcióval szemben (például: barátság, munkahelyi, rokoni kapcsolatok, stb).

## Története
A szót (pontosabban angolosan formált megfelelőjét az amatonormativity kifejezést) Elizabeth Brake amerikai filozófus, a Rice Egyetem, korábban pedig az Arizonai Állami Egyetem professzora vezette be a köztudatba a 2012-ben megjelent Minimizing Marriage című könyvében. A kifejezés a már korábban elterjedt heteronormativitás mintájára épül föl; gyökere a latin amatus ('szeretett') szó.
Heteronormatív természetéből adódóan ez az egyik mozgatórugója annak a széles körben elfogadott mítosznak, miszerint “nők és férfiak között nincs igazi barátság” (csak szexuális és/vagy romantikus viszony) illetve, hogy “a gyerekeknek barátaik, a felnőtteknek párjaik vannak”. Az amatonormativitás felelős azért is, amiért olyan sokan elhanyagolják a plátói/baráti kapcsolataikat, amint randevúzni kezdenek. Ez az elgondolás rangsor szerint építi fel az emberi kapcsolatokat, a ranglétra tetejére emelve a románcot; lásd: ha két ember randizik, akkor az “több, mint barátság”; ha nem randiznak, akkor “csak barátok”.
Az amatonormativitás példái közé tartozik még, például az a meggyőződés, hogy “egyszer mindenki megállapodik”; a munkatársak/barátok folyamatos kérdezősködése “miért nincs senkid?”/“miért nem akarsz párkapcsolatot?”, az ötlet, hogy “úgyis találsz majd valakit” vagy “később úgyis meggondolod magad”, “…csak meg kell találnod az igazit”; a szülők igénye az unokákra; a meggyőződés, hogy az élet akkor ér igazán valamit, ha végre lesz valakid/megházasodsz és a bűntudat, ha ez nem jön össze.